# Vitamin
Thuật ngữ "Sinh tố" trong bài này nói về một loại hợp chất hữu cơ có trong thực phẩm. Để biết về một loại thức uống, xem bài sinh tố trái cây.
Vitamin (còn gọi là sinh tố, bắt nguồn từ từ Hán Việt duy sinh tố 维生素) là một phân tử hữu cơ (hoặc tập hợp các phân tử có liên quan) là một loại vi chất dinh dưỡng thiết yếu mà một sinh vật cần với số lượng nhỏ để duy trì hoạt động đúng đắn của quá trình trao đổi chất. Các chất dinh dưỡng thiết yếu không thể được tổng hợp trong cơ thể, cả hoặc không đủ số lượng, và do đó phải có được thông qua chế độ ăn uống. Vitamin C có thể được tổng hợp bởi một số loài nhưng không phải bởi những loài khác; Nó không phải là vitamin trong trường hợp đầu tiên mà là trong lần thứ hai. Thuật ngữ vitamin không bao gồm ba nhóm chất dinh dưỡng thiết yếu khác: khoáng chất, axit béo thiết yếu và amino acid thiết yếu. Hầu hết các vitamin không phải là các phân tử đơn lẻ, mà là các nhóm phân tử liên quan được gọi là vitamers. Ví dụ, vitamin E bao gồm 4 tocopherol và 4 tocotrienol. 13 vitamin cần thiết cho quá trình trao đổi chất của con người là: vitamin A (như all- trans - retinol, all- trans -retinyl-este, cũng như all- trans - beta-carotene và các loại carotenoid A khác), vitamin B1 (thiamin), vitamin B2 (riboflavin), vitamin B3 (niacin), vitamin B5 (axit pantothenic), vitamin B6 (pyridoxin), vitamin B7 (biotin), vitamin B9 (axit folic hoặc folate), vitamin B12 (cobal), vitamin C (axit ascorbic), vitamin D (calciferols), vitamin E (tocopherol và tocotrienol) và vitamin K (quinon).
Vitamin có chức năng sinh hóa đa dạng. Vitamin A hoạt động như một chất điều chỉnh sự phát triển và biệt hóa tế bào và mô. Vitamin D cung cấp chức năng giống như hormone, điều chỉnh chuyển hóa khoáng chất cho xương và các cơ quan khác. Các vitamin B có chức năng như các đồng yếu tố enzym (coenzyme) hoặc tiền chất cho chúng. Vitamin C và E có chức năng như chất chống oxy hóa. Cả việc thiếu vitamin và dư vitamin có thể có khả năng gây bệnh đáng kể về mặt lâm sàng, mặc dù tiêu thụ quá nhiều lượng vitamin tan trong nước là ít có khả năng xảy ra.
Trước năm 1935, nguồn vitamin duy nhất là từ thực phẩm. Nếu ăn thiếu vitamin, kết quả là chứng thiếu vitamin và hậu quả là các bệnh phát sinh. Sau đó, các viên thuốc vitamin được sản xuất thương mại gồm phức hợp vitamin B chiết xuất men và vitamin C bán tổng hợp đã có sẵn. Điều này được tiếp nối vào những năm 1950 bởi việc sản xuất và tiếp thị hàng loạt các chất bổ sung vitamin, bao gồm vitamin tổng hợp, để ngăn ngừa sự thiếu hụt vitamin trong dân số nói chung. Các chính phủ bắt buộc phải bổ sung vitamin vào thực phẩm chủ yếu như bột hoặc sữa, được gọi là tăng cường thực phẩm, để ngăn ngừa sự thiếu hụt. Khuyến cáo về việc bổ sung axit folic khi mang thai làm giảm nguy cơ dị tật ống thần kinh ở trẻ sơ sinh. Mặc dù việc giảm tỷ lệ thiếu hụt vitamin rõ ràng có lợi ích, việc bổ sung được cho là rất ít giá trị đối với những người khỏe mạnh đang tiêu thụ một chế độ ăn uống đầy đủ vitamin.
Thuật ngữ vitamin có nguồn gốc từ chữ vitamine, được đặt ra vào năm 1912 bởi nhà hóa sinh người Ba Lan Casimir Funk, người đã cô lập một phức hợp các vi chất dinh dưỡng thiết yếu cho sự sống, tất cả đều được ông coi là các amin thiết yếu (vital amine). Tuy nhiên sau đó người ta phát hiện ra một số vitamin không phải là axit amin, vì vậy "vital amine" được đổi thành "vitamin". Tất cả các vitamin đã được phát hiện (xác định) từ năm 1913 đến 1948.

## Danh sách
| Tên mô tả chung | Tên hóa học của vitamer (không đầy đủ)                                                                       | Độ hòa tan | Mức chuẩn tiêu thụ hàng ngày tại Mỹ (nam/nữ, tuổi 19–70) | Bệnh khi bị thiếu | Triệu chứng khi quá liều dùng                                               | Nguồn thức ăn |
| --------------- | --- | ---------- | -------------------------------------------------------- | --- | --------------------------------------------------------------------------- | --- |
| Vitamin A       | all-trans-Retinol, Retinol, và alternative provitamin A-functioning Carotenoid kể cả all-trans-Beta-Carotene | Chất béo   | 900 µg/700 µg                                            | Chứng quáng gà, Tăng sừng, và Keratomalacia                                                                                       | Hypervitaminosis A                                                          | - Từ nguồn gốc động vật như Vitamin A / all-trans-Retinol: Cá nói chung, gan và các sản phẩm từ sữa. Từ nguồn gốc thực vật như prov vitamin A / all-trans-beta-carotene: cam, quả chín vàng, rau lá, cà rốt, bí ngô, bí, rau bina; |
| Vitamin B1      | Thiamin | Nước       | 1.2 mg/1.1 mg                                            | Thiếu vitamin B1, Chứng Wernicke–Korsakoff                                                                                        | Buồn ngủ và giãn cơ                                                         | Thịt lợn, oatmeal, gạo lứt, rau, khoai tây, gan, trứng |
| Vitamin B2      | Riboflavin                                                                                                   | Nước       | 1.3 mg/1.1 mg                                            | Ariboflavinosis, Viêm lưỡi, Viêm môi bong vảy                                                                                     |                                                                             | Sản phẩm sữa, chuối, đậu xanh, măng tây |
| Vitamin B3      | Niacin, Nicotinamide, Nicotinamide riboside                                                                  | Nước       | 16 mg/14 mg                                              | Pellagra | Gan bị hỏng (liều dùng > 2g/ngày) và Niacin#Toxicity                        | Thịt, cá, trứng, nhiều loại rau, nấm, hạt cây |
| Vitamin B5      | Axit pantothenic                                                                                             | Nước       | 5 mg/5 mg                                                | Dị cảm | Tiêu chảy; có thể buồn nôn và ợ nóng.                                       | Thịt, bông cải xanh, bơ |
| Vitamin B6      | Pyridoxin, Pyridoxamin, Pyridoxal                                                                            | Nước       | 1.3–1.7 mg/1.2–1.5 mg                                    | Thiếu máu, Bệnh thần kinh ngoại biên                                                                                              | Suy giảm khả năng nhận thức, Tổn thương thần kinh (dùng liều > 100 mg/ngày) | Thịt, rau, hạt cây, chuối |
| Vitamin B7      | Biotin | Nước       | AI: 30 µg/30 µg                                          | Chàm, Viêm ruột non |                                                                             | Lòng đỏ trứng sống, gan, lạc, rau xanh |
| Vitamin B9      | Folat, Axit folic                                                                                            | Nước       | 400 µg/400 µg                                            | Thiếu máu và thiếu hụt nguyên bào khổng lồ trong thai kỳ có liên quan đến Bất thường bẩm sinh, chẳng hạn như dị tật ống thần kinh | Có thể che giấu các triệu chứng thiếu vitamin B12; Folate#Toxicity.         | Rau lá, pasta, bánh mì, ngũ cốc, gan |
| Vitamin B12     | Cyanocobalamin, Hydroxocobalamin, Methylcobalamin, Adenosylcobalamin                                         | Nước       | 2.4 µg/2.4 µg                                            | Thiếu máu do thiếu vitamin B12 | Chưa phát hiện                                                              | Thịt, cá, trứng, sữa |
| Vitamin C       | Acid ascorbic                                                                                                | Nước       | 90 mg/75 mg                                              | Scorbut | Đau dạ dày, tiêu chảy và đầy hơi.                                           | Hoa quả và rau, gan |
| Vitamin D       | Cholecalciferol (D3), Ergocalciferol (D2)                                                                    | Chất béo   | 15 µg/15 µg                                              | Còi xương và Nhuyễn xương | Hypervitaminosis D                                                          | Đia y, trứng, gan, một số loài cá như cá mòi, một số loài nấm như nấm hương |
| Vitamin E       | Tocopherol, Tocotrienol                                                                                      | Chất béo   | 15 mg/15 mg                                              | Sự thiếu hụt là rất hiếm; Chứng tan máu, thiếu máu ở trẻ sơ sinh                                                                  | Có thể tăng tỷ lệ mắc bệnh suy tim sung huyết.                              | Nhiều loại trái cây và rau quả, các loại hạt cây, và dầu hạt |
| Vitamin K       | Phytomenadione, Vitamin K2                                                                                   | Chất béo   | AI: 110 µg/120 µg                                        | Bleeding diathesis | Giảm tác dụng chống đông máu của warfarin.                                  | Các loại rau lá xanh như rau bina; lòng đỏ trứng; Gan |

## Phân loại
Vitamin được phân loại là hòa tan trong nước hoặc hòa tan trong chất béo. Ở người có 13 loại vitamin: 4 tan trong chất béo (A, D, E và K) và 9 tan trong nước (8 vitamin B và vitamin C). Các vitamin tan trong nước dễ dàng hòa tan trong nước và nói chung là dễ dàng đào thải ra khỏi cơ thể, đến mức mà lượng nước tiểu là một yếu tố dự báo mạnh mẽ về tiêu thụ vitamin. Bởi vì chúng không được lưu trữ dễ dàng, lượng tiêu thụ đều đặn là rất quan trọng. Các vitamin tan trong chất béo được hấp thụ qua đường ruột với sự trợ giúp của lipid (chất béo). Vitamin A và D có thể tích lũy trong cơ thể, có thể dẫn đến nguy hiểm thừa vitamin. Thiếu vitamin tan trong chất béo do kém hấp thu có ý nghĩa đặc biệt trong bệnh xơ nang.

## Anti vitamin
Anti-vitamin là các hợp chất hóa học ức chế sự hấp thụ hoặc hoạt động của vitamin. Ví dụ, avidin là một protein trong lòng trắng trứng sống có tác dụng ức chế sự hấp thụ biotin; nó bị vô hiệu hóa bằng cách nấu ăn. Pyrithiamine, một hợp chất tổng hợp, có cấu trúc phân tử tương tự thiamin (vitamin B1) và ức chế các enzym sử dụng thiamin.

## Chức năng sinh hóa
Mỗi vitamin thường được sử dụng trong nhiều phản ứng, và do đó hầu hết có nhiều chức năng.

### Về sự tăng trưởng của thai nhi và sự phát triển thời thơ ấu
Các vitamin rất cần thiết cho sự tăng trưởng và phát triển bình thường của một sinh vật đa bào. Sử dụng bản thiết kế di truyền được thừa hưởng từ cha mẹ của nó, thai nhi phát triển từ các chất dinh dưỡng mà nó hấp thụ. Nó đòi hỏi một số vitamin và khoáng chất cần có mặt tại một số thời điểm nhất định. Những chất dinh dưỡng này tạo điều kiện cho các phản ứng hóa học tạo ra da, xương, cơ bắp và các bộ phận khác. Nếu có sự thiếu hụt nghiêm trọng của một hoặc nhiều chất dinh dưỡng này, một đứa trẻ có thể bị bệnh do thiếu hụt. Ngay cả những thiếu sót nhỏ cũng có thể gây ra thiệt hại vĩnh viễn.

### Bảo dưỡng sức khỏe người lớn
Sau khi tăng trưởng và phát triển hoàn thành, vitamin vẫn là chất dinh dưỡng thiết yếu cho sự duy trì lành mạnh của các tế bào, mô và cơ quan tạo nên một sinh vật đa bào; chúng cũng cho phép một dạng sống đa bào sử dụng hiệu quả năng lượng hóa học được cung cấp bởi thực phẩm mà nó ăn và để giúp xử lý protein, carbohydrate và chất béo cần thiết cho quá trình hô hấp tế bào.

## Lượng tiêu thụ

### Thiếu hụt
Các kho dự trữ của cơ thể cho các vitamin khác nhau rất khác nhau; vitamin A, D và B12 được lưu trữ với số lượng đáng kể, chủ yếu ở gan, và chế độ ăn của người trưởng thành có thể bị thiếu vitamin A và D trong nhiều tháng và B12 trong một số trường hợp trong nhiều năm, trước khi bị sinh bệnh. Tuy nhiên, vitamin B3 (niacin và niacinamide) không được lưu trữ với số lượng đáng kể, vì vậy lượng dự trữ có thể chỉ kéo dài một vài tuần. Đối với vitamin C, các triệu chứng đầu tiên của bệnh scorbut trong các nghiên cứu thực nghiệm về sự thiếu hụt vitamin C hoàn toàn ở người đã thay đổi rất nhiều, từ một tháng đến hơn sáu tháng, tùy thuộc vào lịch sử chế độ ăn trước đó xác định lượng vitamin lưu trữ trong cơ thể.
Sự thiếu hụt vitamin được phân loại là nguyên phát hoặc thứ phát. Sự thiếu hụt nguyên phát xảy ra khi một sinh vật không có đủ vitamin trong thức ăn. Sự thiếu hụt thứ phát có thể là do rối loạn cơ bản ngăn cản hoặc hạn chế sự hấp thụ hoặc sử dụng vitamin, do "yếu tố lối sống", chẳng hạn như hút thuốc, uống quá nhiều rượu hoặc sử dụng thuốc cản trở sự hấp thụ hoặc sử dụng của vitamin. Những người ăn một chế độ ăn uống đa dạng không có khả năng bị thiếu vitamin nguyên phát nghiêm trọng, nhưng có thể tiêu thụ ít hơn lượng khuyến cáo; một cuộc khảo sát thực phẩm và thực phẩm bổ sung quốc gia được thực hiện tại Hoa Kỳ trong giai đoạn 2003-2006 đã báo cáo rằng hơn 90% cá nhân không tiêu thụ vitamin bổ sung được phát hiện có mức độ không đủ của một số vitamin thiết yếu, đặc biệt là vitamin D và E.
Sự thiếu hụt vitamin ở người được nghiên cứu kỹ lưỡng liên quan đến thiamin (beriberi), niacin (pellagra), vitamin C (scorbut), folate (dị tật ống thần kinh) và vitamin D (còi xương). Trong phần lớn thế giới phát triển, những thiếu hụt này rất hiếm; điều này là do A) cung cấp đủ thực phẩm và B) bổ sung vitamin vào thực phẩm thông thường (tăng cường). Ngoài các bệnh thiếu vitamin cổ điển này, một số bằng chứng cũng cho thấy mối liên hệ giữa việc thiếu vitamin và một số rối loạn khác nhau.

### Dư thừa
Một số vitamin đã ghi nhận có độc tính cấp tính hoặc mãn tính ở lượng lớn hơn, được gọi là độc tính khi dùng quá nhiều. Liên minh châu Âu và chính phủ của một số quốc gia đã thiết lập giới hạn trên cho mức tiêu thụ (ULs) cho những vitamin có ghi nhận độc tính (xem bảng). Khả năng tiêu thụ quá nhiều vitamin từ thực phẩm là rất thấp, nhưng lượng hấp thụ quá mức (ngộ độc vitamin) từ thực phẩm bổ sung đã xảy ra. Trong năm 2016, việc tiếp xúc quá liều với tất cả các công thức vitamin và đa vitamin/khoáng chất đã được báo cáo từ 63.931 cá nhân cho Hiệp hội các Trung tâm kiểm soát độc dược Hoa Kỳ với 72% các ca phơi nhiễm này ở trẻ em dưới 5 tuổi. Tại Hoa Kỳ, phân tích một cuộc khảo sát về chế độ ăn uống và bổ sung quốc gia đã báo cáo rằng khoảng 7% người dùng bổ sung người trưởng thành vượt quá mức giới hạn trên đối với folate và 5% những người trên 50 tuổi vượt quá mức đối với vitamin A.

### Tác dụng của nấu ăn
Bộ Nông nghiệp Hoa Kỳ đã tiến hành các nghiên cứu sâu rộng về tỷ lệ hao hụt của các chất dinh dưỡng khác nhau từ các loại thực phẩm và phương pháp nấu ăn khác nhau. Một số vitamin có thể trở nên "có sẵn về mặt sinh học" hơn - nghĩa là cơ thể có thể sử dụng được - khi thức ăn được nấu chín. Bảng dưới đây cho thấy các loại vitamin khác nhau có dễ bị mất do nhiệt không, chẳng hạn như nhiệt từ đun sôi, hấp, chiên, v.v. Hiệu quả của việc cắt rau có thể được nhìn thấy khi tiếp xúc với không khí và ánh sáng. Các vitamin tan trong nước như B và C hòa tan vào nước khi rau được đun sôi, và sau đó bị mất khi nước bị loại bỏ.
| Vitamin               | Hoà tan trong nước | Ổn định khi tiếp xúc với không khí | Ổn định với ánh sáng | Ổn định khi tiếp xúc với nhiệt |
| --------------------- | ------------------ | ---------------------------------- | -------------------- | ------------------------------ |
| Vitamin A             | Không              | một phần                           | một phần             | tương đối ổn định              |
| Vitamin C             | rất không ổn định  | Có                                 | Không                | Không                          |
| Vitamin D             | Không              | Không                              | Không                | Không                          |
| Vitamin E             | Không              | Có                                 | Có                   | Không                          |
| Vitamin K             | Không              | Không                              | Có                   | Không                          |
| Thiamine (B1)         | cao                | Không                              | ?                    | > 100 °C                       |
| Riboflavin (B2)       | rất ít             | Không                              | trong dung dịch      | Không                          |
| Niacin (B3)           | Có                 | Không                              | Không                | Không                          |
| Axit pantothenic (B5) | khá ổn định        | Không                              | Không                | Có                             |
| Vitamin B6            | Có                 | ?                                  | Có                   | ?                              |
| Biotin (B7)           | phần nào           | ?                                  | ?                    | Không                          |
| Axit Folic (B9)       | Có                 | ?                                  | khi khô              | ở nhiệt độ cao                 |
| Cobalamin (B12)       | Có                 | ?                                  | Có                   | Không                          |

## Mức đề xuất
Trong việc thiết lập các hướng dẫn dinh dưỡng của con người, các tổ chức chính phủ không nhất thiết phải đồng ý về số lượng cần thiết để tránh thiếu hụt hoặc số lượng tối đa để tránh nguy cơ độc tính. Ví dụ, đối với vitamin C, lượng khuyến cáo trong khoảng từ 40 mg/ngày ở Ấn Độ  đến 155 mg/ngày ở Liên minh châu Âu. Bảng dưới đây cho thấy Yêu cầu trung bình ước tính của Hoa Kỳ (EAR) và Trợ cấp chế độ ăn uống được khuyến nghị (RDAs) đối với vitamin, PRI cho Liên minh châu Âu (cùng khái niệm với RDAs), theo sau là ba tổ chức chính phủ coi là mức tiêu thụ an toàn. RDA được đặt cao hơn EAR để bù cho những người có nhu cầu cao hơn mức trung bình. Lượng nhập đầy đủ (AI) được đặt khi không có đủ thông tin để thiết lập EAR và RDA. Các chính phủ khá chậm trễ sửa đổi thông tin kiểu này. Đối với các con số của Hoa Kỳ, ngoại trừ calci và vitamin D, tất cả các dữ liệu dưới đây có từ năm 1997-2004.